# دختران کون‌گنده
«دختران کون‌گنده» (به انگلیسی: Fat Bottomed Girls) تک‌آهنگی از کوئین، گروه راک بریتانیایی است که در سال ۱۹۷۸ میلادی منتشر شد. این ترانه توسط برایان می نوازنده گیتار گروه نوشته شده است و در آلبوم جاز که در سال ۱۹۷۹ منتشر شد، قرار داشت. بعدها این ترانه مجدداً در قالب آلبوم برترین آثار منتشر شد. این ترانه که به همراه ترانه دیگری به نام مسابقه دوچرخه‌سواری به صورت تک‌آهنگ منتشر شد، در جدول تک‌آهنگ‌های بریتانیا رتبه ۱۱ را کسب کرد و در ۱۰۰ ترانه داغ بیلبورد در ایالات متحده هم رتبه ۲۴ را از آن خود کرد. کوئین در طی سال‌های ۱۹۷۸ تا ۱۹۸۲ این ترانه را به صورت زنده در کنسرت‌هایش اجرا می‌کرد. از وقتی که این ترانه منتشر شده، در چندین برنامه تلویزیونی و فیلم از آن استفاده شده و توسط تعدادی خواننده دیگر هم بازخوانی شده است.